# Raúl Apold
Raúl Alejandro Apold (Buenos Aires, 1898 - ibidem, 1980) est un journaliste, producteur de cinéma, haut fonctionnaire et homme politique argentin.
Personnage réservé mais connu pour son efficacité, fidèle lieutenant de Juan Domingo Perón, Apold entra en 1947, après une carrière dans le journalisme et dans le monde du cinéma, au sous-secrétariat à la Presse et à la Diffusion et en prendra la tête deux ans plus tard, pour ensuite garder son poste quasiment tout au long des première et deuxième présidences de Perón. À ce titre, il œuvra comme le stratège et le concepteur des politiques de communication et de soutien au cinéma du régime péroniste ; en particulier, il fut chargé de planifier et de mettre en scène les événements et mythes fondateurs du péronisme, principalement la journée du 17 octobre 1945 (Jour de la loyauté), la figure mythique d’Evita, et le renoncement de celle-ci. Il eut à cet effet pleine disposition — outre de son entregent et de ses talents multiformes de lobbyiste, de communicant et de publiciste — de tout l’appareil d’État, dont plus d’un millier de fonctionnaires travaillant à son service. Apold avait d’autre part un grand pouvoir de décision en matière de législation sur le cinéma, moyen de diffusion dont il sut habilement se servir comme outil de propagande, et ce fut lui aussi qui imagina tous les slogans politiques péronistes. Les travaux de la journaliste Silvia Mercado ont mis en lumière son implication directe dans la mort du frère d’Evita, Juan Duarte, dont il craignait que le style de vie et la notoire corruption pussent finir par éclabousser le líder.

## Débuts dans le journalisme
Raúl Apold était d’ascendance allemande par son grand-père paternel, l’immigrant allemand Karl Apold. Il devint en 1919, à l’âge de 21 ans, secrétaire du général de division Pablo Riccheri, puis s’initia au journalisme, avec l’aide de José Luis Cantilo, en collaborant au journal yrigoyéniste La Época, où il prit d’abord du service comme simple employé, mais où il parvint bientôt à se faire confier une chronique sportive. Il travailla ensuite au journal El Mundo, prenant en charge les sujets en rapport avec l’aéronautique, ce qui l’amena à arpenter les officines gouvernementales et lui permit de faire la connaissance de Juan Perón, qui travaillait au ministère de la Guerre. Il collabora par ailleurs aux périodiques El Hogar et Mundo Argentino, et fit office de conseiller en matière aéronautique lors du tournage du film Alas de mi patria, mis en scène par Carlos Borcosque pour le compte de Argentina Sono Film, studio de production cinématographique des frères Mentasti, où Apold resta ensuite comme chargé de presse ; il ne semble pas du reste n’y avoir laissé que de bons souvenirs.
Apold devint le chef des chroniqueurs accrédités à la Casa Rosada et vers la même époque lia connaissance avec Eva Duarte, future Eva Perón, qui travaillait alors à Radio Belgrano.

## Arrivée au secrétariat à la Presse
Le 21 octobre 1943, le dictateur Pedro Pablo Ramírez, qui avait pris le pouvoir dans le sillage du coup d’État de juin 1943, créa le sous-secrétariat à l’Information et à la Presse, qu’il mit sous la tutelle du ministère de l’Interieur et à la tête duquel il plaça Oscar Lomuto. Sous son gouvernement sera approuvé le Statut du journaliste professionnel et seront instituées l’Agence de presse de l’État (en espagnol Agencia de Noticias del Estado, connu aussi sous son acronyme ANDES), les Archives de la parole (Archivo de la Palabra), du ressort des Archives graphiques de la Nation, et l’agence Telenoticiosa Americana (en abrégé Télam). En juin 1946, le colonel Rafael Lascalea fut nommé à la direction du sous-secrétariat à l’Information, mais sera progressivement remplacé par le journaliste Emilio Cipolleti, auquel succédera, à la suite de sa mort survenue en décembre 1947, Carlos Pereyra Rosas, qui mourut à son tour deux mois plus tard. C’est alors, en janvier 1947, qu’Apold fut désigné Directeur général de la diffusion du sous-secrétariat, fonction qu’il continuera d’exercer même après que, peu de temps plus tard, on l’eut nommé directeur du journal Democracia, le premier quotidien à prendre place dans la palette des médias gouvernementaux.
Au secrétariat à la Presse, Apold, personnage à multiples facettes, fonctionnaire polyvalent, qui agissait comme agent d’influence, publiciste, spécialiste en relations publiques, journaliste et brillant communicant, disposait d’un grand pouvoir d’intervention dans toutes les décisions sur le plan communicationnel, en particulier dans la législation concernant le cinéma. Après que les États-Unis eurent décidé un embargo contre l’Argentine et que le pays se trouvait à court de matériel filmique, c’est lui qui mit sur pied la contrebande de pellicule vierge. Apold sut nouer des relations durables avec des réalisateurs de cinéma et des artistes, et, fidèle lieutenant de Perón, dirigea certaines opérations de première importance telles que la procédure d’expropriation et de saisie du journal La Prensa, qui était à cette époque le quotidien au plus haut tirage et au plus fort taux de pénétration dans l’opinion publique. Cependant, si son pouvoir de nuisance était quasi illimité, Apold agissait avec subtilité et discrétion.
En mars 1949, Apold fut nommé à la tête du sous-secrétariat à la Presse et occupa cette charge jusqu’à ce qu’il remit sa démission, le 4 juillet 1955, et qu’il fut remplacé par León Bouché. Sa démission s’inscrivait dans le processus de rénovation conduit par Perón afin de rafraîchir son cabinet dans le sillage de la tentative de coup d’État qui avait eu lieu le 16 juin de cette même année.

## Action au sein du secrétariat à la Presse

### Construction de lanarrationpéroniste
Apold avait une réputation d’homme efficace à telle enseigne que, lorsqu’il était secrétaire à la Presse et stratège des politiques de communication et de soutien au cinéma sous les deux premiers gouvernements péronistes, Juan Perón venait le consulter sans cesse. Les événements fondateurs du péronisme, comme le 17 octobre 1945 ou le renoncement d’Evita, furent en réalité planifiés et mis en scène par Apold, usant pour les besoins de ces mythifications la totalité de l’appareil d’État. La fabrication d’une narration péroniste se révélera fondamental pour la croissance future du péronisme en tant que mouvement national et populaire.
Ainsi Apold apparaît-il comme le maître d’œuvre des deux grands mythes fondateurs du péronisme que sont la journée du 17 octobre et la figure d’Evita. La journée du 17 octobre fut le premier mythe construit par l’appareil de communication du gouvernement, et ce sur demande de Perón lui-même, qui était un lecteur passionné des tragédies d’Euripide et s’était engoué pour les rites de foule auxquels il avait pu assister lors de son voyage dans l’Italie fasciste. En l’espèce, il s’agissait de marquer, de façon préméditée, le point de départ d’une nouvelle étape de l’histoire. Pour donner corps à l’autre grand mythe fondateur du péronisme, la figure d’Eva Duarte, les journaux fidèles au pouvoir et autres agents proches du gouvernement se mirent à montrer des photographies d’Eva Perón parcourant pendant les journées précédant le 17 octobre les quartiers déshérités de Buenos Aires pour inciter les masses à appuyer leur chef Perón maintenu prisonnier par le pouvoir militaire. Jusqu’alors pourtant, Eva Duarte n’avait eu aucun lien avec les pauvres, ni n’avait joué le moindre rôle dans l’ascension de Juan Perón à la présidence ; cependant tout changea en juin 1948, quand fut créée la Fondation d’aide sociale María Eva Duarte de Perón, et que les annonceurs de la chaîne de radio d’État radio eurent reçu la directive de répéter dorénavant le slogan « Perón cumple, Evita dignifica » (Perón accomplit, Evita dignifie) six fois à chaque événement sportif transmis par la radio.
Tout cet échafaudage symbolique n’était pas le produit spontané de la ferveur populaire, mais une construction planifiée et délibérée, conçue au sein de l’appareil d’État. Il en est ainsi également de l’écusson péroniste, lequel fut imaginé et exécuté à la Direction de la publicité de l’État.
Selon Silvia Mercado, Perón, qui ne voulait pas de successeur et se méfiait de tous les successeurs potentiels, ne vit pas d’autre moyen de les écarter que d’introduire sa femme Eva Perón sur la scène politique. Pour que tout se passât selon ses vœux, il fallait qu’ait lieu ensuite le fameux renoncement (renunciamiento) d’Evita, qui ne fut pas tel qu’il sera décrit, et qui n’était qu’une mise en scène devant affranchir Perón de l’obligation de mettre en avant un autre candidat à la vice-présidence, comme cela était requis. Perón voulait Hortensio Quijano pour son vice-président, mais celui-ci se trouvait déjà très malade et mourra très peu de temps après.
L’ensemble des ministères et des gouvernements provinciaux, le Congrès, ainsi que les forces de sécurité, seront mis au service de la narration péroniste officielle : l’appareil d’État servit ainsi en quelque sorte de grande équipe de production d’un récit mythologique qui certes réussit à amener une bonne part de l’opinion publique à rejoindre avec ferveur le camp péroniste, mais qui créa en même temps une ligne de démarcation tranchée avec l’autre partie de la société, réfractaire aux effets de cette propagande.
Dès sa prise de fonction au sous-secrétariat à la Presse, Apold s’appliqua à lui donner un nouvel élan : en 1955, le budget du sous-secrétariat atteignit les 40 millions de pesos, dont 25 millions étaient constitués des salaires de ses plus de mille agents. Il fit éditer une profusion de publications favorables au pouvoir en place (et dont le nombre s’élèvera, dans les deux dernières années, à quelque cinq millions de brochures), qui furent distribuées en Argentine et à l’étranger, et dont la plupart reproduisaient les discours de Perón et d’Evita. Lors des cérémonies et manifestations officielles, les photographies étaient prises par le personnel du sous-secrétariat, puis sélectionnées et envoyées à la presse pour publication, assorties du fascicule correspondant.
Parmi ceux qui n’étaient pas dans les bonnes grâces d’Apold figurait le chanteur Hugo del Carril, qui avait pourtant en 1949 prêté sa voix à la Marche péroniste. Dans un entretien qu’il accorda à l’époque, il indiqua :

« Pendant deux ans, Apold m’a rendu la vie impossible. Deux années pendant lesquelles, alors que j’étais ami du Général, je ne pouvais pas venir jusqu’à lui, parce qu’on me bloquait. C’est alors que le frère de Perón a appris mes déboires et qu’il m’a fait appeler. »

Il en résulta que Del Carril put enfin avoir une entrevue avec Perón et qu’il eut à nouveau du travail. L’on sut plus tard les raisons de cet ostracisme imposé par Apold : Del Carril était surveillé par la Direction des affaires spéciales en raison de ses sympathies communistes.
En 1950, Apold se vit décerner la Médaille péroniste. Il a pu être qualifié de « Joseph Goebbels du président Perón » ; ses détracteurs  avaient coutume de l’appeler El nazi.

### Mise au pas de la presse écrite
Apold dressait des listes noires, qui concernaient le monde du journalisme, du divertissement et du spectacle, de la politique et de la science, et qu’il veillait à faire appliquer. Il se targuait du reste de ne rien fixer par écrit car, grâce à sa mémoire, il pouvait se borner à établir seulement des « listes mentales ». En 1948, il donna ordre à la presse de ne pas couvrir le retour en Argentine de Bernardo Houssay, notoire opposant au gouvernement, qui revenait de Stockholm, où il était allé recevoir le prix Nobel de médecine . Le fils de Domingo Mercante raconte qu’un jour ils avaient écouté Evita déblatérer contre Juan Atilio Bramuglia, ministre des Affaires étrangères, et qu’après une entrevue qu’elle eut avec Apold, dès le lendemain aucun média ne mentionna plus ce ministre, et que le même sort fut réservé également au ministre de l’Éducation Oscar Ivanissevich et au ministre de la Santé publique Ramón Carrillo . À propos de la disgrâce dans laquelle tomba son père, le même fils de Mercante racone encore que le député Ángel José Miel Asquía reçut, en même temps qu’Apold, l’ordre de la part d’Eva Perón de ne plus laisser publier de photo de son père, ni aucun commentaire écrit ou radiophonique à son propos. Dans une critique parue dans la revue Rico Tipo, le chroniqueur de cinéma Calki (pseudonyme de Raimundo Calcagno) écrivit, au sujet d’un film Italien que « l’intrigue en était aussi fausse qu’une déclaration de patrimoine », juste au moment où Perón venait de faire la sienne ; c’en fut assez pour que sur ordre d’Apold on suspendît toutes ses collaborations dans le monde de la presse et de l’édition, à commencer par l’éditeur Haynes, qui le congédia pour « calomnies et injures au Président de la Nation ». Lorsque le 8 décembre 1954, en plein conflit avec l’Église, se tint un grand rassemblement pour la Journée de la Vierge, Apold donna ordre à la presse de passer l’événement sous silence ; après que le journal catholique El Pueblo eut néanmoins publié le lendemain une photo de la nombreuse foule présente, le journal fut fermé trois jours plus tard et ses patrons mis en détention. Le quotidien en langue allemande Argentinisches Tageblatt, qui avait en 1955 publié une dépêche faisant allusion à l’excommunication de Perón, se vit confisquer sa provision de papier journal et fut convoqué quatre semaines plus tard au sous-secrétariat à l’Information où, après s’être fait représenter que la liberté de la presse devait s’exercer de façon responsable, la rédaction put rentrer en possession de la marchandise saisie .
L’épouse de celui qui était alors président de la Chambre des députés de la Nación, Ricardo César Guardo, raconte comment elle apprit à travers les journaux du 10 février 1948 qu’il était politiquement tombé en disgrâce : le journal indépendant La Nación avait publié la photographie d’une réunion tenue la veille à l’ambassade du Mexique, sur laquelle son mari figurait aux côtés d’autres ministres, et dont la légende le mentionnait comme l’un des présents, tandis que le journal Democracia, dirigé par Apold et lié au pouvoir en place, fit paraître la même photo, mais après en avoir gommé Guardo, et sans faire mention de lui dans la liste des présents.
Apold fut celui qui inventa le slogan propagandiste « Perón cumple, Evita dignifica », soit : Perón accomplit, Evita dignifie , et également celui qui eut l’idée de l’émission de radio Pienso y digo lo que pienso (« Je pense et je dis ce que je pense »), qui était diffusée sur la chaîne nationale tous les jours à 20 h. 30 et dans laquelle des artistes connus — dont le plus important était Enrique Santos Discépolo — lisaient, sur des scénarios conçus par Abel Santa Cruz et Julio Porter, des textes de propagande officielle.

### Le cinéma comme outil de propagande
Apold fera grand usage de films documentaires comme moyen de propagande politique, et aura même soin de les faire traduire en d’autres langues pour qu’ils pussent être projetés dans les ambassades d’Argentine à l’étranger. Ainsi, en 1950, à l’occasion de la visite officielle qu’effectua en Argentine le président chilien Carlos Ibáñez del Campo, Apold ordonna de tourner sur cet événement le film Argentina de fiesta, court-métrage en noir et blanc réalisé par Enrique Cahen Salaberry. En 1952, le sous-secrétariat produisit Eva Perón inmortal, court-métrage sur la vie et l’œuvre d’Eva Perón, dont la réalisation fut confiée à Luis César Amadori, sur la base d’un scénario d’Apold lui-même.
Lorsqu’il s’agit de faire part du décès d’Eva Perón, Apold changea l’heure exacte du trépas, qui était 20 h. 23, en 20 h. 25, au motif que cette dernière indication horaire pouvait plus facilement se retenir ; par la suite, et jusqu’à la chute de Perón, chaque fois que venait l’heure indiquée, on annonçait dans toutes les radios argentines « 20 h. 25, heure à laquelle Eva Perón passa à l’immortalité », pour enchaîner ensuite avec le bulletin d’informations de la radio d’État (d’autres bulletins étaient également diffusés à 10 et à 13 heures). D’autre part, il s’assura les services d’Edward Cronjager, cinéaste de la 20th Century Fox, qui avait déjà auparavant filmé les funérailles du maréchal Foch à Paris, pour qu’il fît de même lors des obsèques d’Evita ; des prises de vues ainsi réalisées sera tiré le documentaire Y la Argentina detuvo su corazón (trad. approxim. Et le cœur de l’Argentine cessa de battre).
En 1947, Apold décréta la proscription des films d’origine soviétique, censure qui cependant prit fin en 1951, quand Argentino Vainikoff, de la société de distribution Artkino, et le secrétaire politique de la Présidence, Martín Carlos Martínez, surent convaincre le président Perón de lever cette interdiction, en dépit des réticences d’Apold.
En 1954, Apold organisa le premier Festival international de cinéma de Mar del Plata.

### La mort de Juan Duarte
Selon une thèse défendue par l’universitaire Silvia Mercado, thèse à laquelle l’ont menée ses recherches et qu’elle publia dans son ouvrage El inventor del peronismo, Apold en personne aurait été l’exécuteur du frère d’Evita, Juan Duarte, à la suite du célèbre discours de Perón où celui-ci avertit qu’il ne tolérerait pas de corruption dans son gouvernement. En effet, nonobstant les conseils affectueux donnés par Eva Perón à Juancito, celui-ci n’avait cessé d’accroître démesurément son patrimoine : maison, résidence secondaire avec embarcadère privé, haras de chevaux de course, voitures importées, avions privés etc. ; la possession discrétionnaire de comptes en banque à l’étranger et une vie complètement dissolue finirent par courroucer Perón. Silvia Mercado vient ainsi avaliser ce que disaient déjà certaines versions de la mort de Juan Duarte : il y a lieu de penser qu’Apold, afin d’éviter que les turpitudes de Juan Duarte ne rejaillissent sur son chef, ait de ses propres mains ôté la vie au frère d’Evita.

## Dernières années
Après le coup d’État de 1955, la consigne fut, selon Silvia Mercado, d’« éliminer Apold de la vie de tous et d’éviter de le rappeler à la mémoire ». Il fut inquiété par les tenants de la dénommée Révolution libératrice et les autorités judiciaires engagèrent une procédure à son encontre, sur la base de présumées malversations dans l’utilisation de fonds publics.
Le pouvoir et l’influence d’Apold se dissipa avec l’exil de Perón, y compris même auprès de celui-ci. Sa rencontre à Puerta de Hierro, à Madrid, avec le vieux líder, qu’il avait pourtant servi sous deux gouvernements, ne sera pas chaleureux, pour des raisons sur lesquelles l’on peut seulement émettre des conjectures : peut-être Perón ne s’intéressait-il plus à lui, ou Apold s’était-il fait trop d’ennemis dans le monde du journalisme et dans les milieux artistiques, après toutes ses manigances, ou encore les temps avaient-ils simplement changé, Perón ayant en effet entre-temps épousé Isabelita. Il demeure qu’aucun rôle ne lui fut proposé au sein de la résistance péroniste, dans l’attente du retour de Perón en Argentine.